# Tribseer Straße (Stralsund)
Die Tribseer Straße (auch: Tribseerstraße) im  Stralsunder Stadtgebiet Altstadt verbindet den Neuen Markt mit dem Kreuzungspunkt der Straßen Katharinenberg, Marienstraße, Tribseer Damm, Knieperwall und Frankenwall. Von der Tribseer Straße zweigen die Henning-Mörder-Straße und die Kiebenhieberstraße ab. Sie gehört zum Kerngebiet des UNESCO-Welterbes Historische Altstädte Stralsund und Wismar.

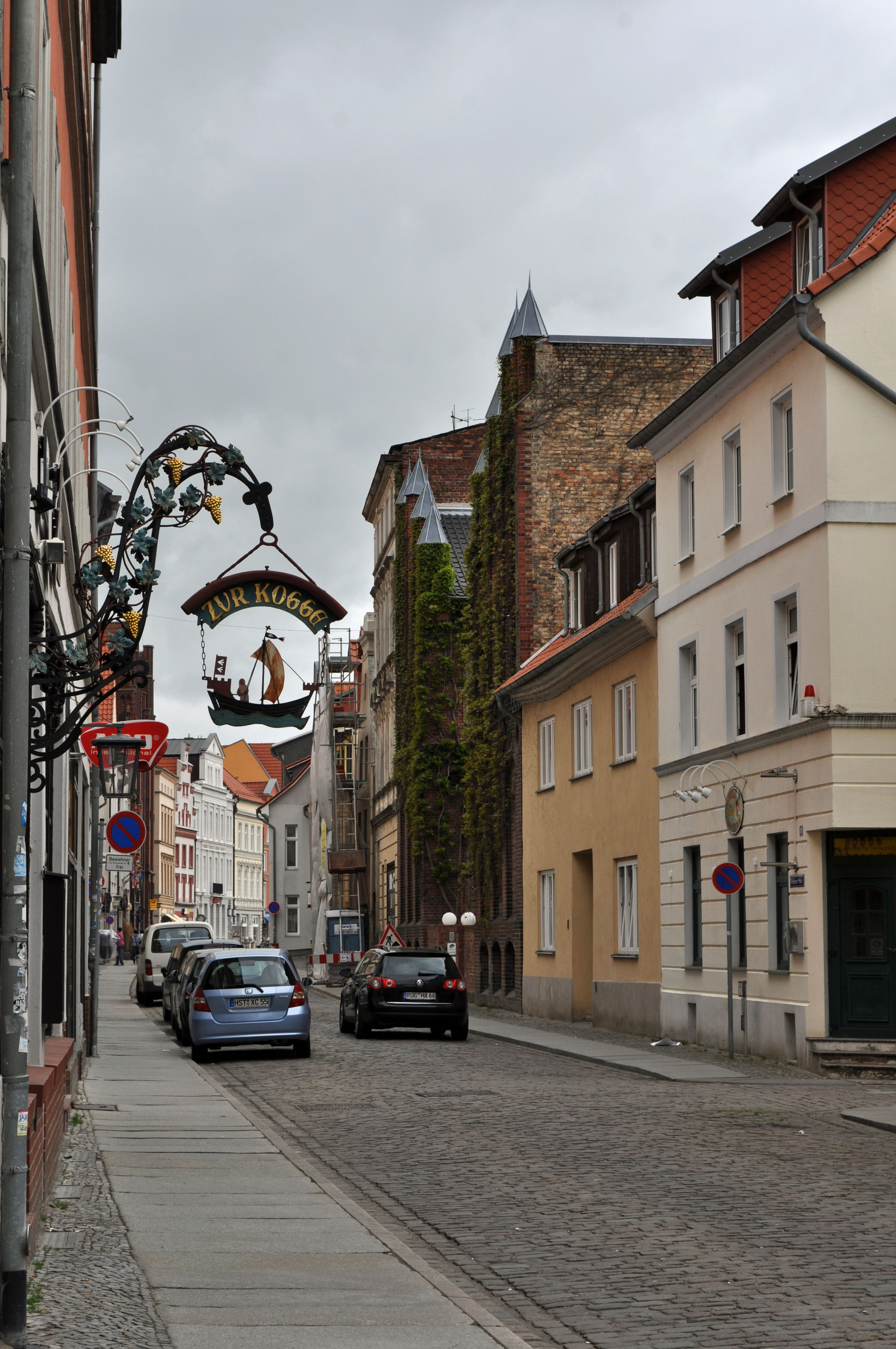
Blick in die Tribseer Straße (2012), links das Nasenschild des Restaurants „Zur Kogge“

Die Straße wurde im Jahr 1306 erstmals urkundlich erwähnt. Der Name rührte vom Ratsgeschlecht der Familie von Tribsees her; um 1270 wird ein Ratsherr Conrad von Tribsees urkundlich erwähnt. Eine Verbindung zur Stadt Tribsees besteht nur über die wahrscheinlich von dort stammende Familie. Der untere Teil der Straße wurde während der DDR-Zeit in Platz der Solidarität umbenannt; seit dem 3. Dezember 1990 heißt auch dieser Teil wieder Tribseer Straße.
Von den Häusern entlang der Tribseer Straße stehen 20 unter Denkmalschutz (siehe auch Liste der Baudenkmale in Stralsund), nämlich die Häuser Tribseer Straße 1, Tribseer Straße 6, Tribseer Straße 7, Tribseer Straße 8, Tribseer Straße 11, Tribseer Straße 12, Tribseer Straße 13, Tribseer Straße 14, Tribseer Straße 19, Tribseer Straße 20, Tribseer Straße 20/1, Tribseer Straße 23, Tribseer Straße 24, Tribseer Straße 24 a, Tribseer Straße 25, Tribseer Straße 26, Tribseer Straße 27, Tribseer Straße 28, Tribseer Straße 29 und Tribseer Straße 30.
In unmittelbarer Nähe der Tribseer Straße stand innerhalb der Stralsunder Stadtmauer der Köpkenturm. Am 12. Dezember 1770 explodierten die darin gelagerten 250 Zentner Schießpulver; bei der Explosion wurden fast alle Gebäude in der Nähe zerstört, auch die Marienkirche wurde beschädigt.
Am Kreuzungspunkt mit dem Frankenwall und dem Knieperwall stand das Tribseer Tor, das erstmals im Jahr 1278 urkundlich erwähnt wird; die Reste des Tores wurden im Jahr 1877 abgerissen.